# سفارة فيتنام في النرويج
سفارة فيتنام في النرويج هي أرفع تمثيل دبلوماسي لدولة فيتنام لدى النرويج. تقع السفارة في وهي تهدف لتعزيز المصالح الفيتنامية في النرويج.

## وصلات خارجية
- قائمة سفارات فيتنام
- قائمة السفارات في النرويج